# Pelagius II.

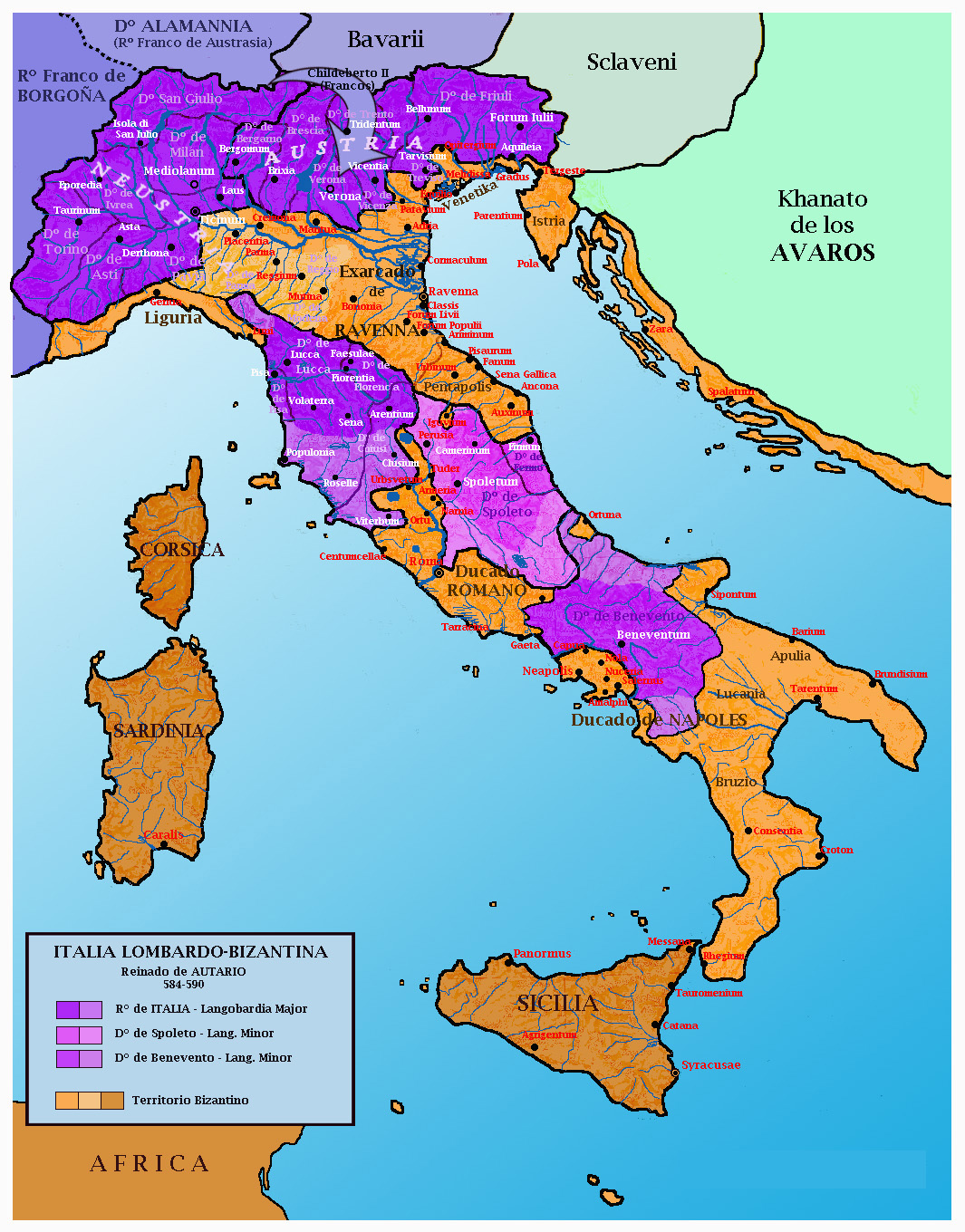
Italien in den 580er Jahren

Pelagius II. (* in Rom; † 7. Februar 590) war von seiner Wahl am 26. November 579 bis zu seinem Tod Bischof von Rom.

## Mögliche Herkunft und Wahl
Pelagius wurde in Rom geboren, sein Vater Winigild (auch Unigild) war wahrscheinlich Gote. Über seinen Werdegang bis zur Wahl zum Bischof von Rom ist nichts bekannt. 
Er fand am Sonntag, den 26. November 579 nach einer Vakanz von vier Monaten als Nachfolger Benedikts I. Anerkennung. Da Rom von den Langobarden belagert wurde, holte man nicht die sonst übliche Approbation des Kaisers ein; zu dieser Zeit war dies Tiberios I. Pelagius war wohl bereits seit August 579 im Amt.

## Amtsführung
Pelagius II. stand im Kontinuum schwerer theologischer Auseinandersetzungen, die seine Vorgänger und seine Nachfolger beschäftigten und die in ihren Augen die erstrebte Einheit der Kirche bedrohten. Zugleich gelang es den arianischen Langobarden, seit 568 erhebliche Teile Italiens, und damit oströmisches Gebiet, zu dem Rom ebenfalls gehörte, nach und nach zu erobern. Oberitalien, das teils oströmisch, teils bereits langobardisch war, wandte sich vor allem im Nordosten einer theologischen Richtung zu, die Pelagius bekämpfte, wobei er sich am Ende auch nicht scheute, Ostrom zur Unterstützung aufzufordern, als seine Versuche zu einer Einigung zu kommen, scheiterten. Aber auch dort ließen die theologischen Auseinandersetzungen nicht nach, die als Dreikapitelstreit bekannt sind. Angesichts der mangelnden Fähigkeit oder Bereitschaft Ostroms, ihn bei seinen Bemühungen zu unterstützen, suchte Pelagius eine Annäherung an das katholische Frankenreich, die jedoch misslang.

### Verhältnis zu Ostrom, Streit um Ökumenischen Patriarchen

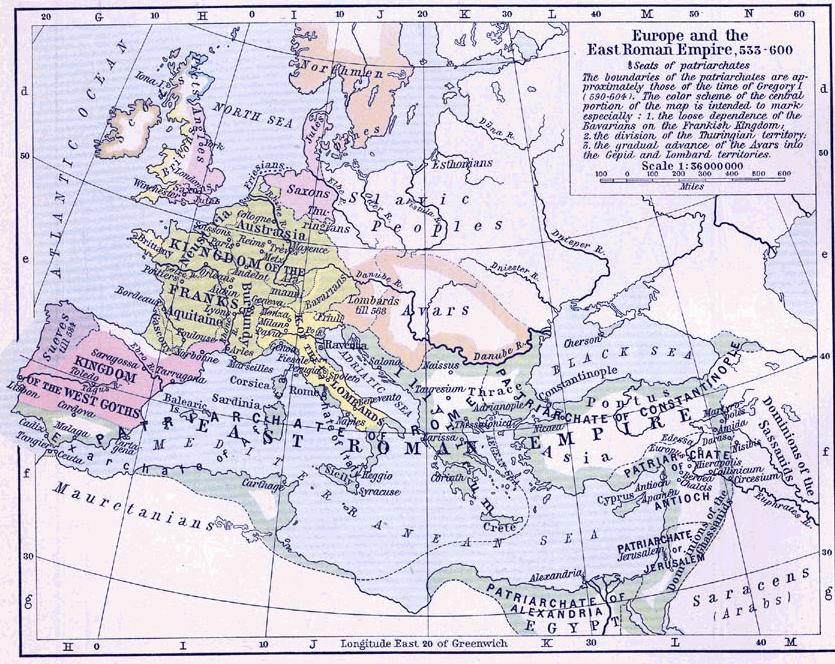
Das Oströmische Reich und der Mittelmeerraum im 6. Jahrhundert

Ende 579 sandte er Gregor, der sich 575 aus dem öffentlichen Leben zurückgezogen hatte, als Diakon und Apokrisiar, also als Gesandten des Bischofs von Rom, nach Konstantinopel und damit in die Hauptstadt des Oströmischen Reiches. Dieser wurde 590 zum Nachfolger des Pelagius gewählt und später als Gregor der Große bekannt.
Schon 584 hatten der „notarius“ Honoratus und der illyrische Bischof Sebastianus einen Brief an den Apokrisiar Gregor übergeben. Darin beschrieb Pelagius die eidbrüchigen Langobarden. Der Patricius Decius hatte sich für außerstande erklärt, Rom zu verteidigen. Pelagius ersuchte nun den Kaiser, einen „magister militum“ und einen „dux“ für die Region Rom zu entsenden. Nach einigen fruchtlosen militärischen Versuchen schloss der Exarch Smaragdus, vielleicht der Nachfolger des Decius, einen Waffenstillstand mit Authari, dem König der Langobarden, der von 585 bis 589 hielt.
Parallel zum Streit mit den oberitalienischen Bischöfen (s. u.) verschlechterten sich die Beziehungen zur Kirche von Konstantinopel ab 587. Aus den Akten eines dort abgehaltenen Konzils musste Pelagius entnehmen, dass mit Johannes IV. ein ökumenischer Patriarch erhoben worden war. Pelagius lehnte diesen Titel vehement als anmaßend, sündhaft und schädlich ab und verweigerte die Kommunion. Auch diese Frage konnte Pelagius während seiner Amtszeit nicht mehr lösen.

### Verhältnis zum Frankenreich
589 wandte sich Pelagius an Aunarius, den Bischof von Auxerre im Frankenreich, dem es angesichts der Situation in Mittelitalien nicht möglich war, nach Rom zu kommen. Schon 580 hatte Pelagius Kontakt zu ihm aufgenommen, 586 oder 587 hatte sich Aunarius an Pelagius gewandt, um aus seiner Diözese zu berichten. Ihm und dem Frankenkönig Childebert II. sandte Pelagius Reliquien zu und ersuchte den Franken vergeblich um eine militärische Intervention gegen die Langobarden.

### Rolle im Dreikapitelstreit
584 oder 585 erhielt Honoratus das Amt des Apokrisiars, während Gregor nach Rom zurückgerufen wurde. Dieser durfte wieder als Mönch leben, doch beriet er Pelagius weiterhin. Ebenfalls im Jahr 585 versuchte Pelagius II., mehr als 20 Jahre nach seinem Vorgänger Pelagius I., die Union mit den Bistümern Norditaliens wiederherzustellen. Dort, vor allem in den Provinzen Liguria und Venetia et Histria setzte sich der Dreikapitelstreit immer noch fort. Wichtigster Protagonist war der Patriarch von Aquileia. An diesen, Helias, schickte Pelagius ein äußerst moderates Schreiben, in dem er keinerlei Unterwerfung mehr verlangte, auch fielen weder die Worte Schisma noch Verdammung und selbst die Drei Kapitel wurden nicht genannt. Er beanspruchte nur, dem Glauben der Apostel anzuhängen, dazu, die vier Konzilien von Nicäa, Konstantinopel, Ephesus und Chalcedon anzuerkennen. Das 2. Konzil von Konstantinopel erwähnte er mit keinem Wort. Doch verurteilte er jede Form der Spaltung in der Kirche.
Der Patriarch sah es als unabdingbare Voraussetzung an, dass die Verdammung zurückgenommen werde. Er schickte seinerseits Legaten nach Rom. In einem zweiten Brief schlug Pelagius vor, die Debatte um die Dreikapitelfrage aufzuschieben und unter Berufung auf antidonatistische Texte des Kirchenvaters Augustinus die institutionellen Fundamente der römischen Autorität in Dogmenfragen zu diskutieren. Mit entsprechenden Befugnissen ausgestattete Legaten sollten nach Rom kommen, um eine Entscheidung zu finden, ansonsten, falls Helias nicht einverstanden sein sollte, wäre auch ein Konzil in Ravenna möglich. Nach der endgültigen Absage Aquileias, das sich auf den römischen Bischof Vigilius berief, der die Verdammung der Drei Kapitel in Konstantinopel bekämpft hatte, erfolgte eine Replik durch Gregor, wie Paulus Diaconus belegt.
Darin versuchte Gregor die Debatte neu zu eröffnen. Dazu führte er auf, dass nicht nur die Anerkennung der vier Konzilien sowie die Anerkennung der römischen Lehrautorität verbindend wirken sollten – so auch Vigilius –, sondern auch der Kaiser. Damit reduzierte sich in seinen Augen der Widerspruch auf einen Irrtum des Vigilius, der sich wiederum auf lückenhafte Texte berufen habe. Nun ging er im Brief allerdings in die Offensive, denn damit wurde der Widerstand zur Sünde und zum Irrtum, das Schisma bewirke die Verdammung. Offenbar glaubten weder Gregor noch Pelagius weiterhin an eine Versöhnung. Nach diesem Scheitern verlangte Pelagius vergeblich eine militärische Intervention durch Smaragdus, wogegen Helias ein Ersuchen um Schutz gegen diese Angriffe aus Rom erbat, der ihm eingeräumt wurde.
Nach der Jahrhunderte jüngeren Überlieferung wurde die Synode auf Genehmigung Papst Pelagius’ II. einberufen, anwesend sei demnach sein Legat Lorenzo gewesen. Dieser habe ein Privileg ausgestellt, durch das der Papst den Umzug des Patriarchensitzes von Aquileia nach Grado bestätigte – eine politische Auseinandersetzung, die späteren Geschichtsschreibern in ihrer Bedeutung nicht immer präsent war. Auf derselben Synode seien auch die Konzilien von Chalkedon (451) und die vorangegangenen Konzilien von Nicaea (325) und Konstantinopel (381) – gemeint ist das erste dort einberufene Konzil – sowie Ephesus (449) anerkannt worden, ohne explizit das zweite Konzil von Konstantinopel zu erwähnen, das im Jahr 553 stattgefunden hatte. Auf deren Beschlüsse aber ging der Dreikapitelstreit zurück. Wie Paulus I. von Aquileia, so hatte auch Helias von Aquileia sich diesen Konzilsbeschlüssen angeschlossen.
Diese eindeutige Haltung passt aber nicht zur Anwesenheit eines päpstlichen Legaten, erst Recht nicht zu einer päpstlichen Zustimmung zum Umzug nach Grado. Daher dürfte es sich bei den Passagen um den Papst und den Legaten um eine Interpolation handeln, die zwischen dem 9. und dem 11. Jahrhundert eingefügt worden ist, um im Streit zwischen Aquileia und Grado um den rechten Patriarchensitz als Waffe eingesetzt zu werden. Folgt man dieser späteren Umdeutung nicht, so gelang es Helias keineswegs, päpstliche Anerkennung für seinen Wechsel des Amtsortes zu erlangen. Diese Darstellung lag aber nicht im venezianischen Interesse, denn die Republik Venedig verband im 14. Jahrhundert längst die weltliche Macht und die Möglichkeiten kirchlicher Einflussnahmen. Das Patriarchat war zu dieser Zeit nicht mehr ein schismatischer Kirchensprengel, sondern ein Hebel zur Gewinnung von Kolonien und Stützpunkten, die man aus dem Gebiet des Römisch-deutschen Reiches herausbrechen wollte. Zugleich schützte diese innerkirchliche Grenze vor Begehrlichkeiten von außerhalb, denn die Patriarchen von Aquileia waren zugleich Reichsfürsten.
Im Gegensatz zur venezianischen Darstellung zieht sich der vom Papst als schismatisch bezeichnete Glaube durch die gesamte Herrschaft des Helias. Papst Pelagius schickte um 585 drei Briefe an ihn und die dem Patriarchen unterstehenden istrischen Bischöfe, in denen er sie zur Rückkehr zum römischen Glauben zu bewegen versuchte. Der dritte Brief ist beinahe ein Traktat über die Drei Kapitel, womöglich stellte er ursprünglich eine Art Memoriale dar, das den vorhergehenden Brief begleitete.
Nach einer Notiz in der besagten Historia Langobardorum des Paulus Diaconus wurde das im Mittelpunkt stehende Memoriale allerdings nicht Pelagius II., sondern Gregor dem Großen zugewiesen, der es demnach vor seiner Wahl zum Papst verfasste haben sollte. Sowohl Ludo Moritz Hartmann als auch Eduard Schwartz argumentieren mit stilistischen Übereinstimmungen, wenn sie behaupten, die drei Briefe würden vom selben Verfasser stammen. Im Oktober 584 befand sich Gregor allerdings noch in Konstantinopel, er kehrte wohl erst 586 nach Rom zurück. Demzufolge könne Gregor nicht der Verfasser des Memoriale sein, da er umgekehrt, erkennbar am gleichen Stil, auch Verfasser der anderen beiden Briefe gewesen sei.
Weder die Antwort des Patriarchen noch diejenigen der istrischen Bischöfe sind überliefert. Dass Helias seiner Auffassung treu blieb, geht daraus hervor, dass nach dem Konzil von Marano im Jahr 591 die Bischöfe in einem Brief an Kaiser Maurikios über Smaragdus klagen, der um 585 als Exarch von Ravenna nach Italien geschickt worden war, ‚wegen dieser Angelegenheit‘ – wieder geht es um den besagten Streit. Helias hatte sich nämlich gleichfalls in einem Schreiben an den Kaiser gewandt und eine Intervention gegen Smaragdus erreicht, da kein einziger Bischof wegen des Schismas behelligt worden sei. Konstantinopel untersagte Ravenna jede Einmischung in Aquileia. Smaragdus wartete den Tod des Helias ab, um dessen Nachfolger Severus sowie die istrischen Bischöfe Johannes von Parentium, Severus aus Tergeste und Vindemius aus Cissa verhaften zu lassen. In Ravenna erzwang er nach einem Jahr von den Gefangenen den Übertritt zur katholischen Seite. Doch in Aquileia blieben zwölf Bischöfe dem Schisma treu, während der Patriarch und fünf Bischöfe sich mit der Kirche aussöhnten. 591 schloss sich Severus von Aquileia wieder den Schismatikern an, die Kirchenspaltung ließ sich so nicht überwinden.

### Rom, Kirchenpolitik
Auf dem Gebiet der eigentlichen Kirchenpolitik war Pelagius hingegen durchaus erfolgreich. 588 konnte er die römische Disziplin auf Sizilien ausdehnen. Dort mussten sich die Subdiakone von ihren Frauen trennen oder auf das Amt verzichten.
In Rom verwandelte der Bischof das eigene Haus in ein Hospiz für die Armen. Einem Presbyter Johannes bestätigte er dessen Testament, in dem er in seinem Haus ein Oratorium zur Gründung einer monastischen Gemeinschaft einrichten wollte. Dieses Gebäude lag, wie aus zwei Briefen Gregors des Großen hervorgeht „iuxta Thermas Agrippianas“ auf dem Marsfeld. Darüber hinaus befasste sich Pelagius mit der Krypta von Sankt Peter, wo er das Grab des Apostels mit silbernen Tafeln ausstatten ließ. In der vatikanischen Basilika entstand ein neuer Ambo mit einer Inschrift, die in der Sammlung von Einsiedeln erhalten ist. Dieser bestätigt die Dedikation durch Pelagius. In den Katakomben der Bassilla, an der Via Salaria gelegen, ließ er zu Ehren des hl. Hermes eine kleine Basilika errichten, hinzu kam eine neue Kirche auf der Laurentius-Katakombe. Erhalten ist ein Mosaik in einem Apsisbogen, das Christus mit Heiligen darstellt, dazu Pelagius selbst, der allerdings als einziger keinen Heiligenschein trägt. Dieser trägt das Modell der neuen Kirche. Nach Gregor starben alle anwesenden Mönche und Guardiane binnen zehn Tagen nach der Graböffnung des Heiligen.
Wahrscheinlich zur Zeit des Waffenstillstands mit Authari erhielt Pelagius durch den Chartularius Hilarius eine Bittschrift der Bischöfe Numidiens, in der sie ihn ersuchten, einige ihrer Regularien zu bestätigen, etwa das Procedere bei der Bischofserhebung.
Auf dem dritten Konzil von Toledo wandte sich König Rekkared I. im Jahr 589 vom Arianismus ab und konvertierte zur römischen Linie. 
Wahrscheinlich geht auf ihn das Presbyterium von St. Peter zurück, so dass der Hochaltar nun direkt über dem Schrein des Apostels stand. Auch ließ er Sankt Laurentius vor den Mauern renovieren. 
Im Jahr 589 kam es in Italien zu einer Reihe von Naturkatastrophen. Es kam zu extrem starken Überschwemmungen, auch des Tiber, und die Beulenpest wütete. An dieser Epidemie starb Pelagius als einer der ersten. Er wurde in der Peterskirche im Vatikan beigesetzt. Sein Epitaph ist verschollen.

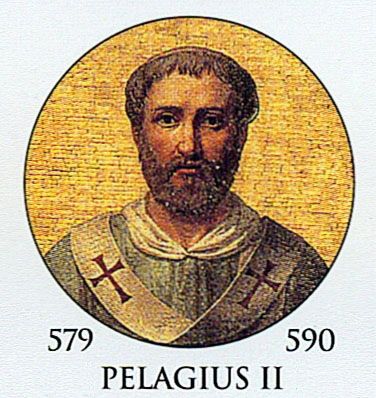
Pelagius II., Darstellung in der Basilika Sankt Paul vor den Mauern